# Стефан Чакъров (футболист)
Стефан Чакъров е български футболист и съдия. Почти цялата му кариера като състезател преминава в тима на Етър (Велико Търново).
Състезавал се за юношеския отбор на виолетовите като ученик в Трета гимназия във Велико Търново. След това е привлечен в мъжкия отбор.
Рекордьор по изиграни мачове с екипа на Етър (340 мача само за първенство – 158 в А и 182 в Б група), вкарал е и 16 гола. В елитната дивизия играе за „виолетовите“ от 1969 до 1975 г.
През 2001 г. е избран за Футболист № 2 в цялата история на клуба, като е изпреваран само от Красимир Балъков. Баща е на Калоян Чакъров, бивш вратар на виолетовите, впоследствие играл и на други места. След края на кариерата си е треньор в клуба.
Като футболен съдия записва близо 100 мача в А група, както и 20 международни изяви.